# Karl Jaberg
Karl Jaberg, född 24 april 1877 i Langenthal, död 30 maj 1958 i Bern, var en schweizisk romanist.
Jaberg blev extraordinarie professor i romansk filologi vid universitetet i Bern 1907 och blev ordinarie professor där 1908. Jaberg var en av de ledande inom romansk språkgeografi, främst genom Sprach- und Sachatlas Italiens und der Südschweiz (9 band, 1928–1943, tillsammans med Jakob Jud) samt genom Der Sprachatlas als Forschungsinstrument (1928, tillsammans med Jakob Jud), Aspects géographiques du language (1936) och Sprachwissenschaftliche Forschungen under Erlebnisse (1937). Han förärades 1937 festskriften Donum natalicium C. J.